# Fiat 500 Cattiva
La edición especial Fiat 500 Cattiva  fue presentada en 2013.